# Chinchilla à queue courte
Chinchilla chinchilla, Chinchilla brevicaudata
Espèce
Synonymes
- Chinchilla brevicaudata Waterhouse, 1848
- Chinchilla brevicauda Waterhouse, 1848

Statut de conservation UICN

 EN  : En danger
Statut CITES
Le chinchilla à queue courte (Chinchilla chinchilla, syn. Chinchilla brevicaudata) est un rongeur nocturne de la famille des chinchillidés de taille moyenne, vivant peut-être encore dans la Cordillère des Andes. Chassée de manière intensive pour sa fourrure au XIXe siècle, l'espèce, tout comme le Chinchilla à longue queue, est considérée comme éteinte à l'état sauvage dans les années 1960, mais quelques individus survivent peut-être dans des zones inaccessibles. Le chinchilla à queue courte est actuellement déclaré en danger d'extinction.

## Description de l'espèce
Pour un article plus général, voir Chinchilla.

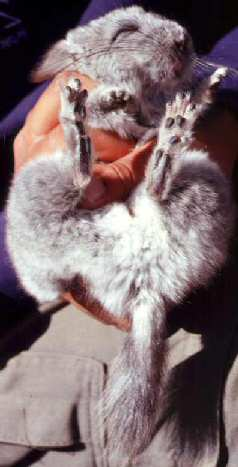
L'un des derniers Ch. chinchilla sauvages observés au Chili. Face ventrale.

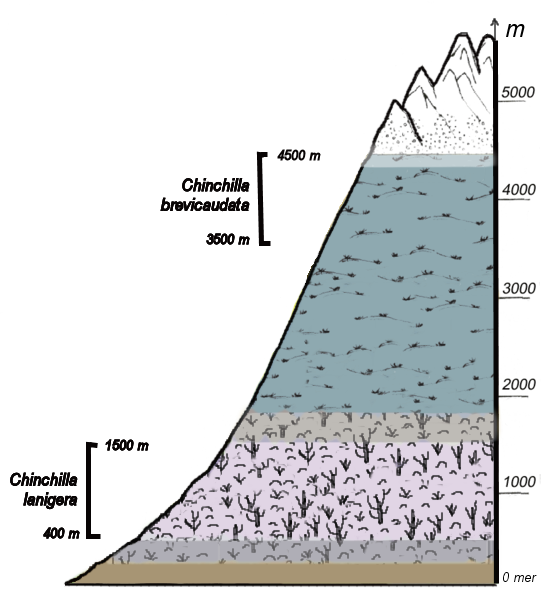
L’habitat des chinchillas sauvages dans les Andes selon les espèces.

Habitat : Pérou, Bolivie, Argentine,  Chili, dans les très hautes Andes.
Taille : corps de 30 à 38 cm et queue de 10 cm.
Caractéristiques: Caviomorphe, c’est-à-dire aspect proche du cochon d'Inde mais avec en plus une queue épaisse et touffue composée de 20 vertèbres. Fourrure grise, dense, pouvant tirer sur le brun, oreilles plus petites, corps plus massif, queue plus courte que celle de l'espèce Chinchilla lanigera.
Comme tous les chinchillas, l'espèce est parfaitement adaptée à la vie des déserts rocheux et à l'altitude. protégé par une épaisse fourrure, le Chinchilla à queue courte vit cependant a des altitudes élevées, entre 3 500 et 4 500 m alors que le Chinchilla a longue queue vit entre 400 et 1 500 m d'altitude.

## Histoire
L'épaisse fourrure qui lui permet de résister au froid des Andes a malheureusement causé sa perte, les chinchilleros le chassant en priorité pour revendre sa peau. Le prélèvement d'individus s'est intensifié au XIXe siècle mais, malgré les signaux d'alarme donnés dans les années 1890 et les tentatives de régulation à partir de 1898, ce n'est que lorsque ce chinchilla sauvage est devenue introuvable, vers 1900, que le trafic des peaux sauvages s'est ralenti.
Pour plus de détails voir :
Pour un article plus général, voir Chinchilla.

## Survie de l'espèce

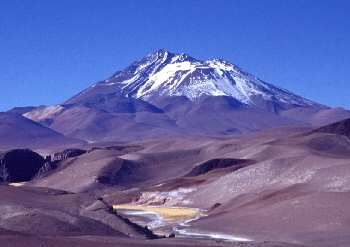
Paysage volcanique autour
du volcan Llullaillaco

Carte montrant l'ancienne répartition de l'espèce en Amérique du Sud

L'habitat naturel du Chinchilla chinchilla est la Cordillère des Andes. Officiellement, le dernier animal sauvage a été vu en 1953,.
Cette espèce de chinchilla pourrait toutefois survivre dans les régions inaccessibles à la limite des frontières Argentine, Chilienne et Bolivienne. En 1970, on aurait vu le Chinchilla à queue courte au nord du Chili dans le Parc national Lauca.
En 2000 a été créée en Argentine la Reserva Provincial Altoandina de la Chinchilla, Lagunas de Vilama. Le chinchilla chinchilla pourrait encore y vivre.
En 2000 l'espèce est déclarée "critically endangered" par L'UICN.
En 2001, selon l'organisation Save the wild  chinchillas, onze chinchillas à queue courte ont été découverts et capturés pour être mis en observation provisoire. L'un est mort, trois mâles seraient destinés à rester définitivement captifs pour l'intérêt génétique de l'élevage domestique,
En 2012, la présence de chinchillas à queue courte est attestée par des photos et diverses traces dans la région d'Atacama, au Chili. Plus exactement dans le parc national de Nevado Tres Cruces où leur présence n'avait pas été signalée durant les 50 années précédentes. Les animaux vivent sur des pentes ou des affleurements rocheux présentant des cavités propices à leur survie.
En 2017, pour la première fois depuis 78 ans, une demi douzaine d'individus sont repérés en Bolivie, dans la réserve nationale de faune andine Eduardo Avaroa,.

### Élevage conservatoire
Jusqu'à présent l'élevage conservatoire a été un échec (Jiménez, 2006).

## Classification
L'espèce a quasiment disparu avant que son nom scientifique ne fasse l'unanimité.
Le nom scientifique généralement admis au début du XXIe siècle est Chinchilla chinchilla  (Lichtenstein, 1829) ,, qui remplace Chinchilla brevicaudata Waterhouse, 1848. En 2003 Valladares et Spotorno ont déposé une demande auprès de la Commission internationale de nomenclature zoologique pour remplacer ce nom par Eriomys chinchilla Lichtenstein, 1830 qui correspond mieux d'après eux aux études récentes en phylogénétique.
Les synonymes sont nombreux : Chinchilla brevicaudata Waterhouse, 1848; Eriomys chinchilla Lichtenstein, 1830; Chinchilla boliviana; Eriomys brevicaudata; Chinchilla intermedia (1939); Chinchilla brevicaudata (major) (1879); Chinchilla major (Trouessart, 1896); Lagostomus laniger (1831).

### Liste des sous-espèces
Selon Mammal Species of the World (version 3, 2005)  (21 mars 2013) :
- sous-espèce Chinchilla chinchilla boliviana (Andes du sud de la Bolivie et nord-est de l'Argentine)
- sous-espèce Chinchilla chinchilla chinchilla (Andes du sud du Pérou et nord du Chili)

Le Chinchilla royal est parfois cité comme étant une sous-espèce géante disparue, dont seul un spécimen empaillé est visible au Muséum Senckenberg à Francfort-sur-le-Main,, mais un expert a déterminé qu'il ne s'agissait que d'un spécimen de Chinchilla à longue queue.